# Сезон ФК «Дніпро» (Дніпропетровськ) 1989
Сезон ФК «Дніпро» (Дніпропетровськ) 1989 — переможний сезон футбольного клубу «Дніпро» у футбольних змаганнях СРСР, де він завоював срібні нагороди, взяв Суперкубок та Кубок Федерації футболу СРСР. У Кубку чемпіонів ФК "Дніпро" дійшов до 1/4 фіналу. 

## Склад команди
| № | Поз. | Нац. | Гравець             |
| - | ---- | ---- | ------------------- |
|   | ВР   |      | Валерій Городов     |
|   | ВР   |      | Сергій Краковський  |
|   | ЗХ   |      | Петро Буц           |
|   | ЗХ   |      | Іван Вишневський    |
|   | ЗХ   |      | Володимир Геращенко |
|   | ЗХ   |      | Юрій Куліш          |
|   | ЗХ   |      | Сергій Пучков       |
|   | ЗХ   |      | Олександр Сорокалет |
|   | ЗХ   |      | Олександр Червоний  |
|   | ЗХ   |      | Олексій Чередник    |
|   | ПЗ   |      | Володимир Багмут    |
|   | ПЗ   |      | Вадим Тищенко       |

| № | Поз. | Нац. | Гравець            |
| - | ---- | ---- | ------------------ |
|   | ПЗ   |      | Антон Шох          |
|   | ПЗ   |      | Андрій Юдін        |
|   | ПЗ   |      | Євген Яровенко     |
|   | НП   |      | Марат Кабаєв       |
|   | НП   |      | Микола Кудрицький  |
|   | НП   |      | Володимир Лютий    |
|   | НП   |      | Валентин Москвін   |
|   | НП   |      | Андрій Сидельников |
|   | НП   |      | Едуард Сон         |
|   | НП   |      | Євген Шахов        |
|   | НП   |      | Ігор Шквирін       |

## Чемпіонат СРСР з футболу

### Календар чемпіонату СРСР
| Тур | Команда               | Рахунок | Тур | Команда               | Рахунок | Тур | Команда               | Рахунок |
| --- | --------------------- | ------- | --- | --------------------- | ------- | --- | --------------------- | ------- |
| 1   | «Металіст» (Харків)   | 2:0     | 11  | «ЦСКА-Памір»          | 0:1     | 21  | «Арарат» (Єреван)     | 4:2     |
| 2   | «Зеніт» (Ленінград)   | 2:0     | 12  | «Шахтар»              | 2:1     | 22  | «Спартак» (Москва)    | 2:1     |
| 3   | «Динамо» (Київ)       | 1:0     | 13  | «Спартак» (Москва)    | 1:0     | 23  | «Шахтар»              | 0:0     |
| 4   | «Локомотив» (Москва)  | 0:1     | 14  | «Арарат» (Єреван)     | 0:1     | 24  | «ЦСКА-Памір»          | 2:0     |
| 5   | «Жальгіріс» (Вільнюс) | 1:2     | 15  | «Динамо» (Тбілісі)    | 2:0     | 25  | «Динамо» (Москва)     | 0:1     |
| 6   | «Динамо» (Мінськ)     | 2:1     | 16  | «Локомотив» (Москва)  | 2:1     | 26  | «Чорноморець» (Одеса) | 3:1     |
| 7   | «Торпедо» (Москва)    | 2:2     | 17  | «Динамо» (Київ)       | 2:1     | 27  | «Металіст»            | 0:4     |
| 8   | «Ротор» (Волгоград)   | 0:0     | 18  | «Жальгіріс» (Вільнюс) | 2:1     | 28  | «Ротор» (Волгоград)   | 3:1     |
| 9   | «Динамо» (Москва)     | 0:0     | 19  | «Динамо» (Мінськ)     | 4:1     | 29  | «Зеніт» (Ленінград)   | 1:2     |
| 10  | «Чорноморець» (Одеса) | 1:1     | 20  | «Динамо» (Тбілісі)    | 3:0     | 30  | «Торпедо» (Москва)    | 2:2     |

Примітка

Блакитним кольором виділені домашні ігри.

### Турнірна таблиця
| Місце | Команда            | Ігор | В  | Н  | П | РМ    | Очок |
| ----- | ------------------ | ---- | -- | -- | - | ----- | ---- |
| 1     | «Спартак» (Москва) | 30   | 17 | 10 | 3 | 49-19 | 44   |
| 2     | «Дніпро»           | 30   | 18 | 6  | 6 | 47-27 | 42   |
| 3     | «Динамо» (Київ)    | 30   | 13 | 12 | 5 | 44-27 | 38   |

## Кубок СРСР з футболу1989-1990

### Виступи
| Раунд       | Команда       | Рахунок |
| ----------- | ------------- | ------- |
| 1/16 фіналу | ЦСКА (Москва) | 1:1 2:2 |

## Суперкубок СРСР з футболу

### Виступи
| Раунд | Команда             | Рахунок    |
| ----- | ------------------- | ---------- |
| Фінал | «Металіст» (Харків) | 3:1 (д.ч.) |

## Кубок Федерації футболу СРСР

### Виступи
| Раунд      | Команда             | Рахунок |
| ---------- | ------------------- | ------- |
| Група А    | «Зеніт» (Ленінград) | 2:1     |
| Група А    | «Арарат» (Єреван)   | 2:0     |
| Група А    | «Ротор» (Волгоград) | 2:1     |
| Група А    | «Зеніт» (Ленінград) | 1:0     |
| Група А    | «Ротор» (Волгоград) | 0:1     |
| Група А    | «Арарат» (Єреван)   | 0:1     |
| 1/4 фіналу | «Торпедо» (Москва)  | 2:0     |
| 1/2 фіналу | «Шахтар» (Донецьк)  | 1:0     |
| Фінал      | «Динамо» (Мінськ)   | 2:1     |

## Кубок чемпіонів
| Раунд       | Команда   | Рахунок |
| ----------- | --------- | ------- |
| 1/16 фіналу | «Лінфілд» | 3:1     |
| 1/8 фіналу  | «Тіроль»  | 4:2     |

Матчі 1/4 фіналу відбулися навесні наступного сезону. У суперники жереб обрав португальську «Бенфіку».